# محرك رولز رويس آر بي 41
محرك رولز-رويس آر.بي.41 نيني، هو محرك نفاث بريطاني يعمل بضاغط طرد مركزي، طُوّر في أربعينيات القرن العشرين. لم يكن النيني نسخة مكبرة من محرك رولز-رويس ديروينت، بل كان إعادة تصميم كاملة بهدف إنتاج قوة دفع تبلغ 5,000 رطل (22 كيلو نيوتن)، مما جعله الأقوى في عصره. جرى تشغيله لأول مرة عام 1944، وكان ثالث محرك نفاث تنتجه شركة رولز-رويس، وقد دخل مرحلة التشغيل الفعلي بعد أقل من ستة أشهر على بدء تصميمه. وكعادة الشركة في تسمية محركاتها على أسماء الأنهار، سُمِّي المحرك تيمّنًا بنهر نيني.
لم يُستخدم النيني على نطاق واسع في الطائرات البريطانية رغم تفوقه التقني، حيث فُضّل عليه لاحقًا محرك أيفون ذي التدفق المحوري. واقتصر استخدامه الواسع في المملكة المتحدة على طائرتي هوكر سي هوك وسوبرمارين أتاكر. أما في الولايات المتحدة، فقد صُنع بموجب ترخيص تحت اسم برات آند ويتني J42، واستُخدم لتشغيل طائرة غرومان إف9إف بانثر.
حقق المحرك أوسع انتشار له من خلال النسخة السوفييتية المعدلة والمعاد هندستها، المعروفة باسم كليموف في كيه ١، والتي أنتجت قوة دفع تقارب 6,000 رطل (27 كيلو نيوتن)، واستخدمت لتشغيل طائرة ميكويان-غوريفيتش ميغ-15، وهي مقاتلة ناجحة للغاية تم إنتاجها بأعداد كبيرة.
وأُنتجت نسخة محسّنة من النيني لاحقًا تحت اسم رولز-رويس تاي.

## المواصفات

### الصفات العامة
- النوع: محرك نفاث.
- الطول: 2464 مم.
- القطر: 1257 مم.
- الوزن الجاف: 726 كجم.

- المكونات
- المكبس: مكبس طرد مركزي ذو مدخلين.
- الاحتراق: 9 غرف احتراق.
- التوربين: سريان محوري ذو مرحلة واحدة.
- الوقود: كيروسين الطائرات + 1% زيت.

### الأداء
- الدفع: 22.2 كيلو نيوتن.
- استهلاك الوقود: 109.1 كجم/ (كيلو نيوتن x الساعة).

## قوائم ذات صلة
- قائمة محركات الطائرات